# Ophiopsila picturata
Ophiopsila picturata is een slangster uit de familie Ophiocomidae.
De wetenschappelijke naam van de soort werd in 1930 gepubliceerd door René Koehler.